# Université de Swansea
L'université de Swansea  (Prifysgol Abertawe en gallois) est une université située à Swansea, au Pays de Galles, Royaume-Uni. L'Université de Swansea a été nommée University College of Swansea  (Collège universitaire de Swansea) en 1920, quatrième collège de l'Université du pays de Galles, à la suite du rapport de la Commission Haldane examinant l'enseignement universitaire au pays de Galles. En 1996, son nom est devenu University of Wales Swansea (Université du pays de Galles-Swansea) à la suite d'une réorganisation au sein de l'université du pays de Galles. Le nouveau titre de Swansea University  (université de Swansea) a été officiellement adopté le 1er septembre 2007, lorsque l'université du pays de Galles est devenue une institution confédérale non-appartenante, et ses anciens membres sont devenus universités indépendantes.
En ce qui concerne son nombre d'étudiants, l'université de Swansea est la troisième plus grande université du pays de Galles. Le campus est situé le long de la côte au nord de la baie de Swansea, à l'est de la péninsule de Gower, au sein des terres du parc Singleton et juste à l'extérieur du centre-ville. L'université de Swansea a reçu le pouvoir de délivrer elle-même des diplômes en 2005, en vue de changements possibles au sein de l'université du pays de Galles.
L'université de Swansea et l'université de Cardiff sont en compétition dans un match universitaire annuel, qui est considéré comme la version galloise de l'événement Oxbridge, et appelé le « Welsh Varsity ».

## Gouvernance et structure
L'université de Swansea a reçu la charte royale en 1920. Comme beaucoup d'universités elle est régie par sa constitution qui est définie dans ses lois et dans sa charte. L'université de Swansea est gouvernée par son Conseil, qui, à son tour, est soutenu par le Sénat et par la Cour.
- Le Conseil est composé de 29 membres, comprenant le Chancellor, le Vice-chancellor, les Pro-chancellors, les Pro-vice-chancellors et le Trésorier, ainsi que de membres étudiants et de personnel, et un représentatif du conseil municipal, mais la majorité du conseil est composée de membres laïcs. Le conseil est responsable de toutes les activités de l'Université. Il maintient une structure de comité bien développée qui aide à déléguer ses pouvoirs et fonctions.
- Le Sénat comprend 200 membres, dont la majorité est composée d'universitaires, mais il comprend également des représentants du Syndicat étudiant et du Syndicat sportif. Le sénat est présidé par le Vice-chancellor, qui est à la fois le chef académique et administratif de l'Université. Le sénat est le corps académique principal de l'Université et il est responsable de l'enseignement et de la recherche.
- La Cour se compose de plus de 300 membres, représentant les parties prenantes dans l'Université, et s'étende d'institutions locales à nationales. La cour se réunit chaque année pour discuter du rapport annuel de l'Université et de ses états financiers, ainsi que pour discuter des questions actuelles dans l'enseignement supérieur.

## Structure universitaire

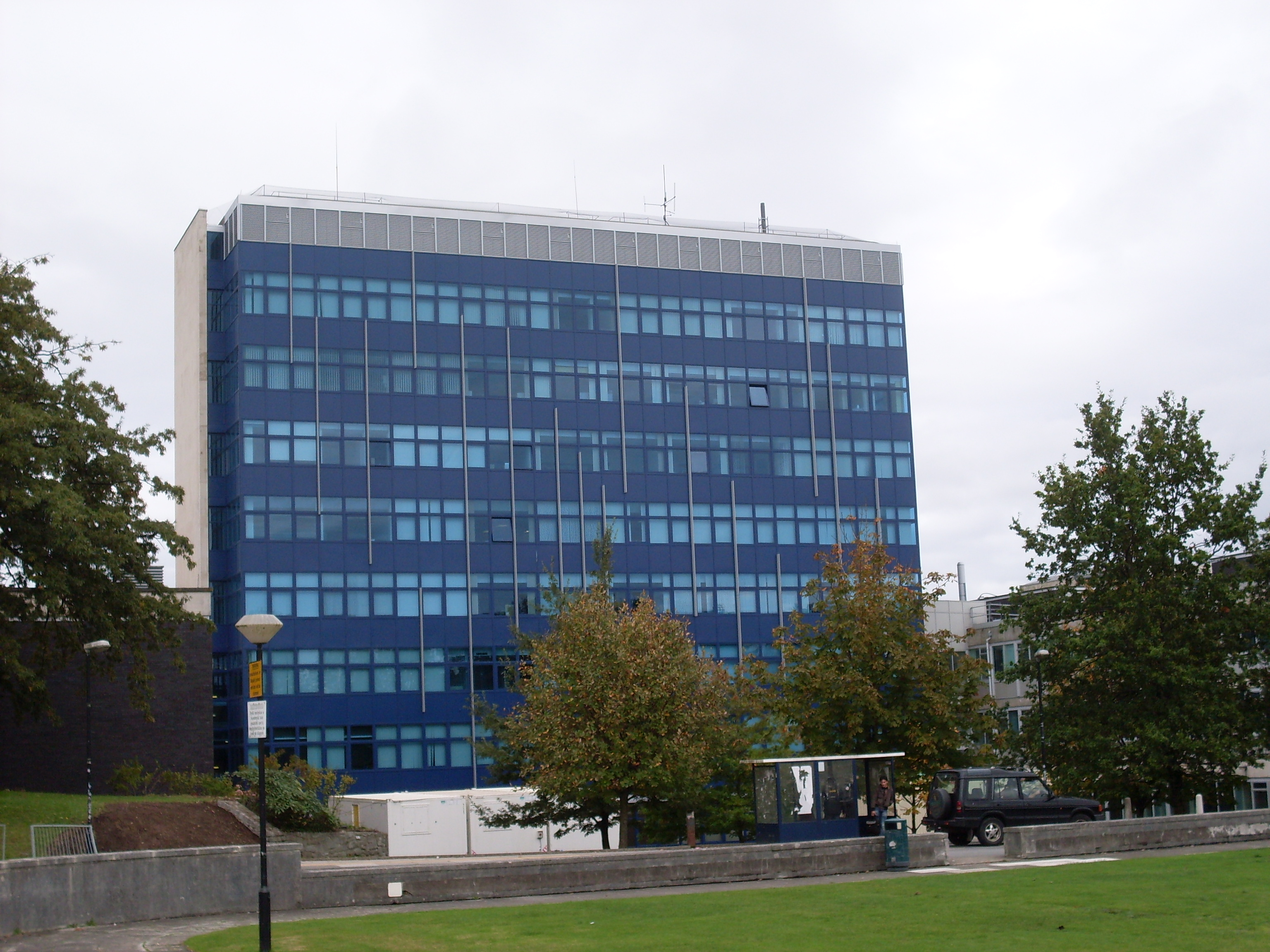
La Tour Faraday, qui abrite les Écoles de l'Ingénierie et de Sciences physiques.

Les départements scolaires de l'université de Swansea sont divisés en 8 écoles :
- L'École de Lettres et Sciences Humaines :  Ces deux écoles ont récemment fusionné et comprennent maintenant les sujets suivants : l'Allemand, l'Anglais, les Lettres Classiques, les Études Américaines, les Études Espagnol-Hispanique, les Études des Médias, les Études Médiévales, le Français, le Gallois, la Guerre et la Société, l'Histoire, l'Histoire Ancienne et l'Egyptologie, l'Italien, la Linguistique Appliquée, la Philosophie, Politique et Sciences Economiques, Politique et Relations Internationaux, et la Traduction.
- L'École de Commerce et sciences économiques :  les départements du Commerce et des Sciences Economiques.
- L'École d'Environnement et société :  la Biologie, la Géographie, le Centre des Études sur le Développement, la Sociologie et l'Anthropologie.
- L'École de Sciences humaines et la santé :  les Études pour Adultes, les Études Biomédicales, les Études de Santé des enfants, les Études Cliniques, les Soins critiques et d'urgence, l'Apprentissage en ligne de la Santé, les Études d'Économie et de Politique de la Santé, les Études de Sage-femme et des Sexes, les Études de Santé Mentale, la Philosophie, le Droit et les Sciences de l'Homme de Soins de Santé, les Soins de Santé Primordiaux, la Santé Publique et les Personnes Âgées, la Psychologie, les Sciences Sociales Appliquées, les Études sur l'Enfance, les Sciences de Sport
- L'École d'Ingénierie :  le Génie aérospatial, Chimique et Biologique, Civil, Électrique et Électronique, Mécanique, Médical, ainsi que la Conception de Produits, l'Informatique (informations, communication et technologie), les Matériaux, et la Nanotechnologie.
- L'École de Médecine : la Médicine supérieure (de troisième cycle), Centre de renseignements sur la santé, la Recherche et l'Évaluation, l'Institut des Sciences de la Vie, la Recherche Biomédicale, Groupe Génétique
- L'École de Droit :  le Droit International Maritime, le Droit Commercial, le Commerce et le Droit, le Legal Practice Course (un cours préparatoire professionnel pour devenir solicitor, un avoué, en Angleterre et au pays de Galles), le Graduate Diploma in Law (Diplôme de droit de troisième cycle), l'Institut de Droit International Maritime et Commercial, le Centre de Loi et Politique sur l'Environnement et l'Énergie, et la licence de Droit « LLB »
- L'École de Sciences physiques :  l'Informatique, la Mathématique et la Physique

## Logement étudiant
L'université de Swansea fournit environ 3 400 places dans les résidences universitaires et peut normalement offrir des hébergements à plus de 98 % des nouveaux étudiants de premier cycle qui en ont besoin. Des hébergements sont également disponibles pour tous les étudiants internationaux de troisième cycle.
L'université de Swansea dispose de résidences sur le campus et hors campus, ainsi que du village étudiant « Hendrefoelan », qui a été spécialement conçu à cet effet. En 2004 et en 2008 de nouvelles résidences ont été construites. 
Il existe également un certain nombre de propriétés gérées par l'université dans deux zones de la ville: « Uplands » et « Brynmill ». 

### Village étudiant «Hendrefoelan»
Le village étudiant « Hendrefoelan » est le plus grand site résidentiel de l'université, où 1 644 d'étudiants vivent dans des hébergement avec cuisine équipée. Le domaine d'Hendrefoelan se trouve à 4 km du campus, juste à côté de la route principale entre Swansea et Gower et situé au milieu des forêts avec des zones recouvertes d'herbes. 

### Cités sur le campus
Les résidences du campus se composent de neuf cités, offrant des hébergement à plus ou moins 1 226 d'étudiants. Les cités offrent aux étudiants des hébergements à demi-pension ou sans repas, ainsi que des chambres simples ou avec salles de bain. Trois de ces cités (Caswell, Langland et Oxwich) ont été achevés en 2004 et les cités originales (Kilvey, Preseli, Rhossili et Cefn Bryn, respectivement appelés auparavant Sibly, Lewis Jones, Mary Williams Annexe et Mary Williams) ont subi une rénovation ces dernières années. Penmaen et Horton sont les dernières additions aux cités sur campus, offrant 351 chambres avec cuisines équipées et salles de bains. De nombreuses chambres ont vue sur la baie ou sur le parc. 

### «Tŷ Beck» (la Maison Beck)
Six grandes maisons de style victorien sont situées dans la zone des Uplands à Swansea, à environ 1,6 km du campus Singleton. Ces maisons fournissent principalement des chambres pour les étudiants de troisième cycle et pour ceux ayant une famille, ainsi que pour les étudiants outre-mer en échange.

## Récents développements

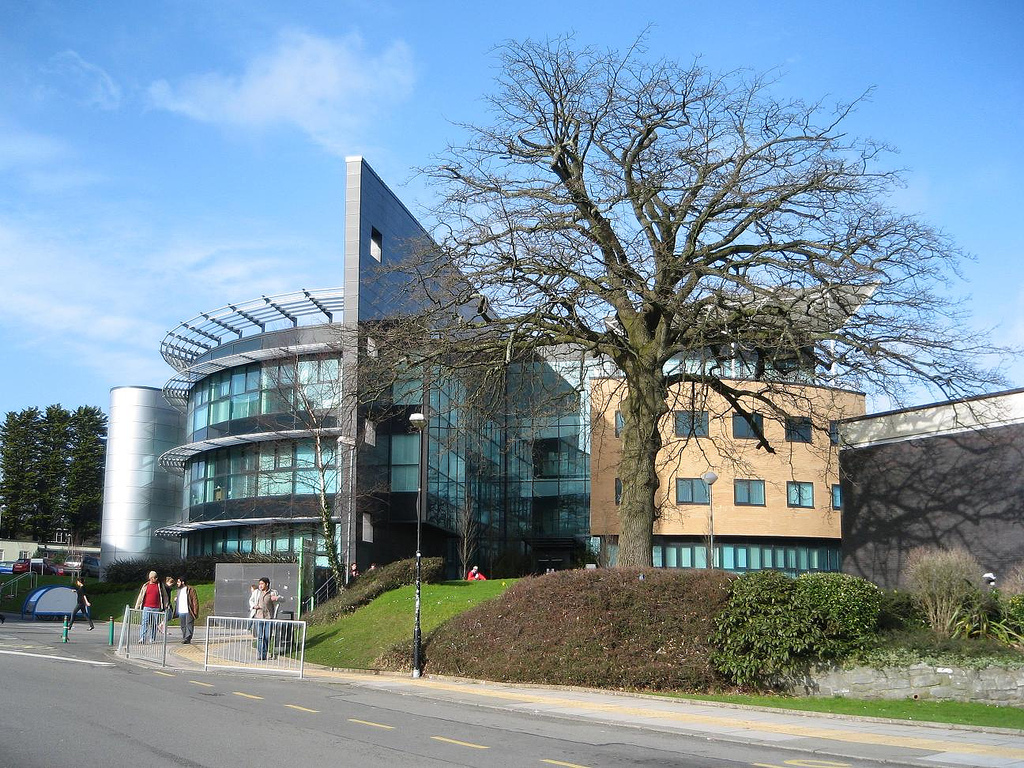
Le Digital Technium (Technium numérique) abrite le CAVE (une salle immersive de réalité virtuelle) le plus avancé de Grande-Bretagne.

Dans ces dernières années, l'université s'est réorganisée et s'est élargit vers des domaines populaires telles que l'histoire, l'anglais, la géographie et l'informatique, mais a également vu la fermeture des départements de sociologie, d'anthropologie et de philosophie[réf. nécessaire]. Le département de chimie a également cessé de recevoir les étudiants de premier cycle, bien qu'il continue à effectuer de la recherche et de l'enseignement de troisième cycle. Les additions récentes comprennent le Génie Aérospatial et un partenariat avec l'université de Cardiff afin de fournir un cours médical au niveau des études de troisième cycle d'une durée de quatre ans, à la fin desquels une licence médicale « MB BCh » est obtenu. Ce cours est offert à Swansea et a été lancé en 2004. En 2007, l'université de Swansea a été attribuée le cours de quatre années indépendamment de l'université de Cardiff.
La section de l'Ouest de la Grande-Bretagne de la Conférence internationale sur l'étude de la pensée politique a été transférée de l'Université d'Exeter au Département de Sciences Politiques et Relations Internationales de l'université de Swansea au début de 2006[réf. nécessaire].
En juillet 2007, l'Institut des Sciences de la Vie s'est ouvert en tant que branche de recherche de l'École de Médecine de l'Université. L'Institut est installé dans un immeuble de six étages, qui comporte des laboratoires, des suites commerciales d'incubation et un superordinateur « IBM Blue C, ». Le superordinateur est utilisé pour des projets, comprenant l'analyse numérique approfondie des génomes viraux, la modélisation épidémiologique, les grandes bases de données cliniques et l'analyse de la génétique de la susceptibilité aux maladies. En juillet 2009, l'expansion de l'Institut des sciences de la vie fut annoncée, avec un investissement de 30 millions de livres (à peu près de 34,5 millions d'euros) de la part de l'université de Swansea, de l'Assemblée gouvernementale galloise, l'Union européenne et le service de santé universitaire Abertawe Bro Morgannwg.
En novembre 2007, l'université a annoncé une collaboration avec Navitas pour fonder un collège international : le Collège International du pays de Galles Swansea, qui fournirait des cours préparatoires au premier cycle, de première année du premier cycle, et préparatoires au troisième cycle, sur campus. Les premières admissions étaient en septembre 2008.

## Centre pour l'innovationBoots

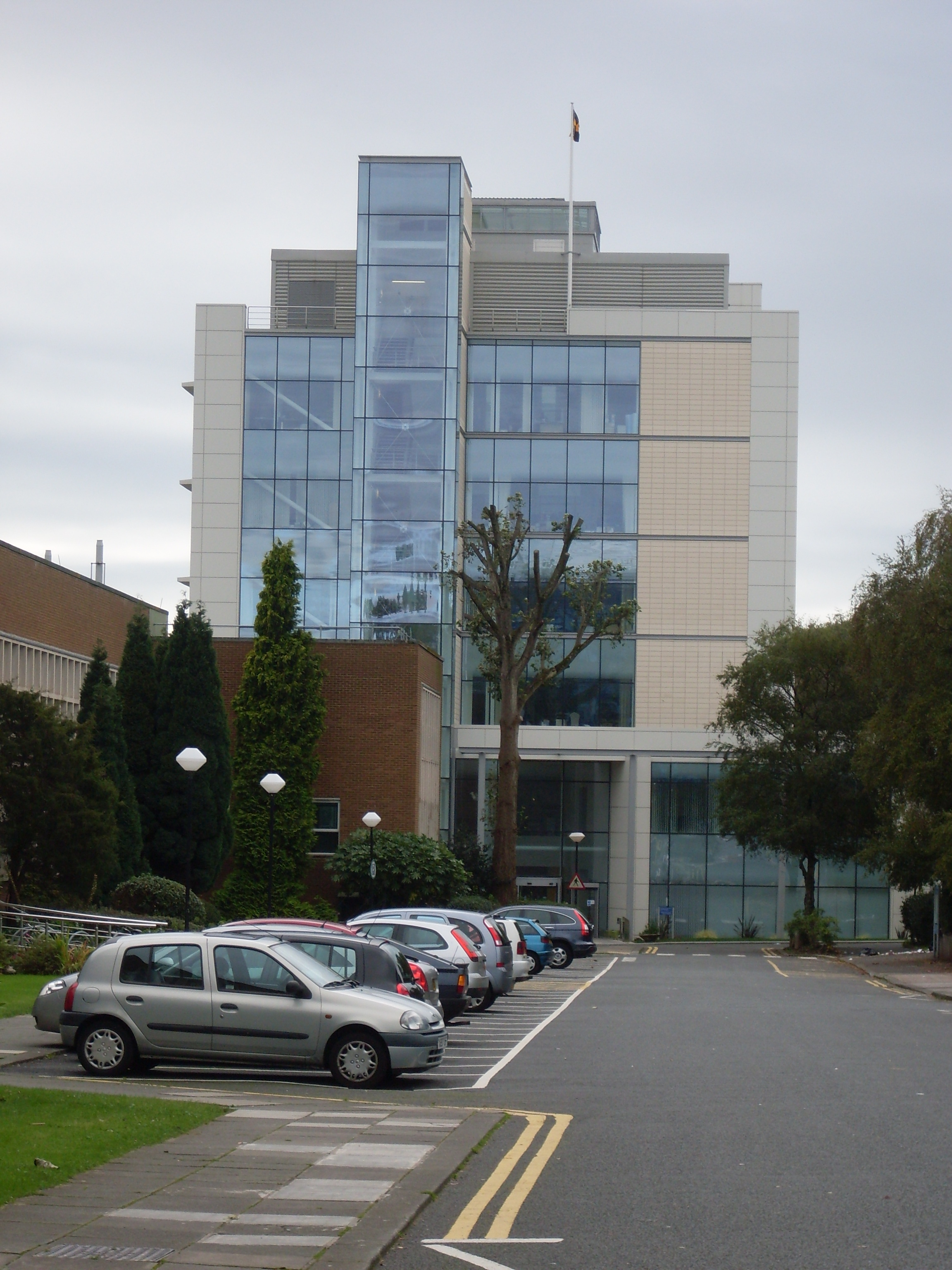
Le bâtiment de l'Institut des sciences de la vie contient le Centre pour l'innovation Boots et le superordinateur IBM Blue-C.

Le Centre pour l'Innovation Boots a été créé en avril 2007 comme un partenariat à but non lucratif entre Boots the Chemist (chaîne de pharmacies britannique), la société Longbow Capital, l'université de Swansea et l'Assemblée gouvernementale galloise. Le Centre a été créé pour travailler en étroite collaboration avec des entreprises en démarrage ou des inventeurs indépendants, afin de développer de nouveaux produits et technologies novateurs dans les secteurs de la santé et de la beauté, et de lancer éventuellement de nouveaux biens de consommation dans les magasins de Boots.

## Développement du campus
La croissance de plus en plus rapide d'activités de recherche fait pression sur les installations et exige que l'Université fournisse des espaces de travail supplémentaires ainsi qu'une amélioration des infrastructures. L'Université a récemment commandé une équipe de consultants, Actium Consult, pour rechercher des solutions développementales à ce problème, afin de les effectuer pendant dix ans, en tenant compte des pressions provoquées par la croissance et d'une augmentation soutenue du nombre d'étudiants. Leur mission consistait à étudier et à évaluer toutes les options disponibles à l'Université. La conclusion principale du rapport démontre que l'Université aura besoin d'une quantité d'espace supplémentaire considérable afin de fournir les installations nécessaires pour satisfaire la demande future. Actium Consult a proposé trois solutions différentes à ce besoin d'espace :
1. La démolition des bâtiments « Fulton House » et « Union House » et le réaménagement du site.
2. La rénovation de « Fulton House » et le réaménagement du site entre l'hôpital Singleton et les cités universitaires.
3. L'achat d'un autre site (deux sites sont évalués dans le rapport).

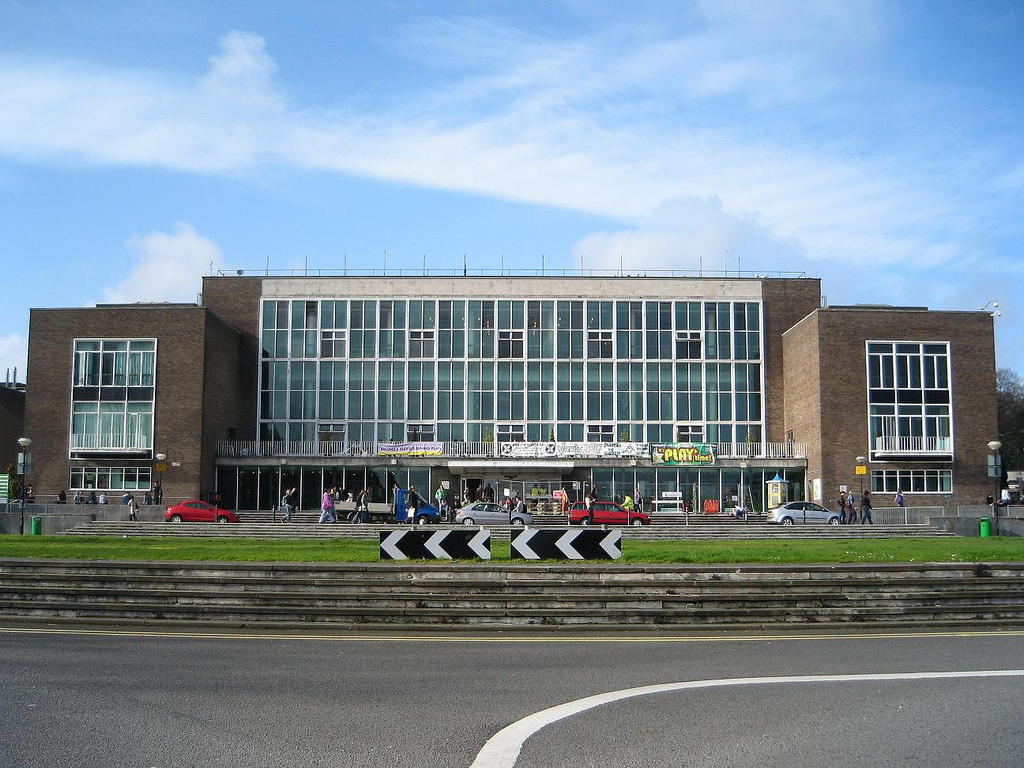
Fulton House, université de Swansea.

La recommandation du consultant est de réaménager les zones centrales du campus Singleton, bien que cela soulève à son tour un certain nombre d'autres questions. L'Université a également besoin d'envisager des dispositions futures de logement étudiant. L'Université est en train de considérer toutes les options possibles, en consultant avec le personnel, ainsi que d'autres intervenants dans la communauté locale, afin de déterminer la meilleure ligne de conduite.
Sous preuve écrite présentée au Comité de l'entreprise et de l'apprentissage de l'Assemblée nationale de Galles en janvier 2008, l'Université a déclaré qu'elle était « à une étape avancée de discussion » au sujet d'un nouveau « campus d'innovation » basé sur un deuxième site. Le nouveau campus pourrait abriter les départements d'Ingénierie, d'Informatique et Télécommunications, ainsi que les Écoles de Commerce et de Droit, et une variété « d'installations de recherche / d'experimentation » pour les petites et grandes entreprises. Une des propositions est le développement d'un site près de Fabian Way à ''Crymlyn Burrows''.

## Classement
En 2011, le classement annuel des 100 meilleures universités composé par le journal The Times a classé l'université de Swansea 31e meilleure université du Royaume-Uni (sur un total de 109), ce qui la voit progresser de 4 places par rapport à 2009 mais perdre également 4 places par rapport à 2010. En outre, en 2011 l'université a reçu le titre de « meilleure expérience étudiante au Royaume-Uni » dans The Times Higher Education Supplement (supplément d'éducation supérieure du journal The Times),. Cependant, l'enquête a été critiquée par certains, car elle a été réalisée par la Commission d'étudiants, qui a choisi elle-même l'échantillon et donc ce n'était pas scientifique. L'université est aussi classée parmi les 500 meilleures universités du monde (à la 391e place) dans le classement mondial des universités de Shanghai Jiao Tong en 2010. En outre, l'édition 2011 du classement mondial d'universités de The Times Higher Education Supplement a classé l'université de Swansea 347e meilleure université du monde, soit une progression par rapport à 2010. Le classement des universités du journal The Guardian a placé l'université à la 83e place.

## Bibliothèque
La bibliothèque universitaire de Swansea offre un service complet de bibliothèque, informatique et de carrières. La bibliothèque et le centre d'information, situés au campus Singleton, possèdent plus de 800 000 livres et périodiques, ainsi qu'un large éventail de ressources électroniques, comprenant plus de 23 000 revues électroniques. Dans ce site, il y a plus de 1 000 places pour étudier, dont presque la moitié est équipée d'ordinateurs en réseau. La bibliothèque universitaire a reçu le « Charter Mark » en 2006, un prix démontrant l'atteinte des standards nationaux pour l'excellence en service clientèle, attribuer aux organisations du secteur public au Royaume-Uni.
La bibliothèque et le centre d'information disposent aussi de collections d'archives importants, fondé sur la « South Wales Coalfield Collection » (une collection sur les vallées du Sud du pays de Galles dans le temps d'exploitation minière), plusieurs articles d'écrivains gallois en anglais, aussi que la Collection de Richard Burton, récemment donnée par sa femme, Sally. On s'attend à ce que la collection devienne le centre d'une ressource d'apprentissage consacré à la vie de l'acteur et à son travail.
Parmi les évolutions récentes, on compte une extension des heures d'ouverture (de 8 h à 14 h du dimanche au jeudi, de 8 h à 20 h les vendredis et samedis), l'installation d'un espace de café Costa dans la zone d'étude en groupe et le transfert du stock de la bibliothèque infirmière de l'hôpital Morriston à la bibliothèque et au centre d'information.

## Centre sportif
Le centre sportif de l'université de Swansea est situé à proximité du campus principal, sur le côté ouest de Sketty Lane. Il est indépendant des terrains de sport « King Edward V » adjacents et à l'ouest. Le centre sportif est utilisé par l'université pour les cours de diplômes de sport ainsi que pour les loisirs des étudiants. Les équipements comprennent la piscine nationale du pays de Galles, une piste d'athlétisme intérieure à 6 voies, un gymnase, une salle de sport, des courts de tennis, courts de squash et un mur d'escalade. À l'extérieur, on trouve aussi une piste d'athlétisme à 8 voies et des terrains de jeux avec éclairage, y compris du rugby, du football, de la crosse et des terrains de cricket,.

## Xtreme Radio 1431AM
Xtreme Radio est la radio universitaire, gérée par les étudiants. Elle a été fondée en novembre 1968 sous le nom Action Radio. Elle est diffusée dans des divers lieux du campus, dans la ville de Swansea sur 1431AM et dans le monde entier via Internet. La station de radio diffuse une grande variété de musique, et elle a aussi un certain nombre d'émissions spécialisées, y compris de débat et de sport. Xtreme a fêté son quarantième anniversaire le 30 novembre 2008, une occasion durant laquelle elle fut classée troisième plus ancienne station de radio étudiante au Royaume-Uni et la plus ancienne du pays de Galles.

## Musée des antiquités égyptiennes (Le Centre d'Égypte)
Situé dans le bâtiment « Taliesin », le Centre d'Égypte est un musée d'antiquités égyptiennes ouvert au public. Le Centre compte plus de 4 000 objets dans sa collection. La plupart d'entre eux ont été rassemblés par le pharmacien Sir Henry Wellcome. D'autres ont été obtenus grâce au British Museum, Royal Museum Edinburgh, National Museum Cardiff, Royal Albert Museum and Art Gallery et également grâce à des donateurs privés.
Le personnel du Centre d'Égypte donne régulièrement des conférences et des discussions sur l'élargissement de la participation dans les musées universitaires, ainsi que sur l'inclusion sociale et sur le bénévolat à des groupes de musée et à d'autres organismes extérieurs. Les écoles visitent souvent le centre pour prendre part à un programme d'événements stimulant et interactif.

## Personnalités liées à l'université

### Professeurs
Modèle:Catégorie dédiée

### Étudiants
Modèle:Catégorie dédiée

#### Sciences, ingénierie et informatique
- Anne Boden, fondatrice de Starling Bank
- Alan Cox (partagée avec l'Université du pays de Galles, Aberystwyth), pionnier de Linux
- Lyn Evans, chef de projet, Large Hadron Collider, CERN
- Andy Hopper, cofondateur de Acorn Computers
- John Meurig Thomas, chimiste
- Robin Milner, informaticien
- Colin Pillinger, scientifique planétaire
- Professeur Olgierd Zienkiewicz, pionnier des méthodes de calcul pour l'ingénierie

#### Commerce
- Martin Coles, Président de Starbucks
- Terry Matthews, entrepreneur technologue
- Richard Sutton, entrepreneur.

#### Politique
- Sylvia Heal, député du Parlement britannique, Vice-locuteur de la Chambre des communes
- Lord Anderson of Swansea ancien député
- Peter Black, membre de l'Assemblée Galloise pour le Sud-Ouest du pays de Galles
- Andrew Davies, membre de l'Assemblée Galloise pour l'Ouest de Swansea et Ministre des finances et de la prestation des services publics, l'Assemblée gouvernementale du pays de Galles
- Hywel Francis, député du Parlement britannique, Aberavon
- Sian James, député du Parlement britannique pour l'Est de Swansea
- Val Lloyd membre de l'Assemblée Galloise pour l'Est de Swansea
- Anne Main, député du Parlement britannique pour Saint Albans
- Rod Richards ancien député du Nord-Ouest de Clwyd et ancien membre de l'Assemblée Galloise pour le Nord du pays de Galles

#### Universitaires
- Geoffrey Thomas, président de Kellogg College (Oxford)
- Andy Hopper, Chef de l'Informatique à l'université de Cambridge
- Jean Thomas, première femme principal de Saint Catharine's College, Cambridge
- Colin H. Williams, sociolinguiste
- D.Z. Phillips, philosophe
- Sarah Lyon, première femme diplômée (1941)
- Jon Latimer, historien

#### Sport
- Rob Howley, joueur international de rugby à XV du pays de Galles et des Lions britanniques
- Alun Wyn Jones, joueur international gallois de rugby à XV
- Simon Jones, joueur de cricket de Worcestershire et de l'Angleterre
- Ian Hammond, médaillée de bronze en épreuve de marche 20 km aux Jeux olympiques de Montréal, 1976
- John McFall, sprinter paralympique
- Dwayne Peel, joueur international gallois de rugby à XV
- Mike Hooper, ancien gardien de but de Liverpool

#### Lettres
- Annabelle Apsion, actrice de télévision et de cinéma
- Richey Edwards et Nicky Wire du groupe de rock Manic Street Preachers
- Jonathan Hill, présentateur de Wales Tonight (les nouvelles régionales) sur la chaîne ITV Wales
- Paul Moorcraft, écrivain
- Stuart Forster, journaliste de voyage et photographe
- Chris Roberts, auteur de Heavy Words Lightly Thrown: The Reason Behind the Rhyme
- Charlie Williams, auteur de La trilogie de Mangel
- Liam Dutton, présentateur de la méteo du BBC
- Sarah Hendy, présentateur de télévision sur « Price-drop tv » et « E4 Music »
- Mavis Nicholson, télédiffuseur
- Urien Wiliam, dramaturge et romancier de la langue galloise
- Nicholas D. Cooper, acteur anglais